# Ostrinia kurentzovi
Ostrinia kurentzovi là một loài bướm đêm trong họ Crambidae.